# 一·二八事變
“一二八”事变，是大日本帝國在1932年1月28日攻擊中華民國上海市之戰爭。進攻主力是上海派遣軍，守軍主力是由廣東調來的國民革命軍十九路軍。
1931年7月，萬寶山事件後，大日本帝國朝鮮總督府迫害朝鮮華僑。1931年7月13日，上海各界群眾召開反日援僑大會，揭開上海反日的序幕。1931年九一八事變後，上海商界抵制中日貿易，中華民國沿海和長江一帶日本航運業遭到很大打擊，其中「日清輪船公司」輪船全部停航。上海日本商人從1931年7月到1932年3月底，遭受損失總額據說高達41,204,000日元:366。1930年，上海每月平均進口總額29%來自日本商品，而1931年12月降到3%。1931年10月5日，日本政府召開內閣會議，「決定由外務省向國民政府提出強硬之警告，至派艦問題，由外相與海相主持之」。

## 背景

### 滿洲國的成立轉移視線
日本發動「九一八」事變，在國際上引起強烈反響:4。国际联盟理事會作出三次決議，要求日本撤軍，絕大多數會員國對中國表示同情:4。美國不是國聯成員，但當日本侵佔錦州後，國務卿史汀生發表「不承認主義」照會，對日本施加壓力:4。日本在國際社會陷於孤立，引起日本政府和軍部不安，因此急欲在中國其他地方製造事端，以便轉移國際社會關注其侵略中國東北:4。日本帝國主義佔領中國東北後，以何種形式來統治，是日本必須立即決定之問題:4。
1931年9月22日，日本關東軍參謀部制定《滿蒙問題解決方案》，確定建立以清朝末代皇帝溥儀為元首，領土包括東北四省及蒙古，受日本操縱之新政權:4。根據方案，關東軍準備將溥儀挾持到東北，在東北各省拼湊政權，陰謀在上海挑起事端:4。上海是西方列強在華投資集中、商業利益豐厚之地:6。列強經濟、政治關係複雜，上海若有戰事，將引起國際關注，特別是與上海關係密切之國際大國，如英、美、法等必將介入:6。10月1日，日本駐上海領事館武官輔助官兼上海特務機關長田中隆吉應關東軍高級參謀板垣征四郎大佐電召，前往瀋陽:4。板垣告訴田中：「我們下一步的行動要佔領哈爾濱，使滿洲獨立。我們已派土肥原大佐去接溥儀來。如果我們辦成了，國聯要大吵一番，東京政府將感到頭痛。我要請你在上海搞點事，以轉移各國的注意力。當你們引起騷動的時候，我們將拿下滿洲。」:4-5田中保證完成任務，並說他「正在訓練一個極好的間諜，能在上海收買中國的鬧事者，來發動這場假戰爭」:585。板垣從關東軍特務經費中提取20,000日元交給田中使用:5。由天皇裕仁文官木戶幸一、近衛文麿、牧野伸顯等人組成「十一人俱樂部」也參與策劃「一二八」事變:5。該組織主張日本在完成對中國東北征服前，需要有一個「思考間歇」期，以便應付國內外許多問題:5。在此期間，日本需要在上海製造一場「假戰爭」:5。「九一八」事變後不久，近衛在「十一人俱樂部」會議上通報說：「關東軍準備在上海搞一個轉移視線的行動，這樣可給國聯一個滿足它要促成和平的願望的機會，從而『給國聯留些面子』。」:579
1931年10月5日，日本政府召開內閣會議，就中國中部及南部「排日運動」商討對策:2。會議「結果決定由外務省向國民政府提出強硬之警告，至派艦問題，由外相與海相主持之」。
國聯決定組成調查團派往中國和日本作實地調查:5。1932年1月，調查團正式成立:5。日本乃計劃在國聯調查團赴中國東北前，扶持「滿洲國」成立，迫使國聯承認既成事實:5。1月4日，關東軍司令本庄繁同幕僚擬訂具體方案，決定派板垣回國滙報:5。該方案決定，「滿洲國」最遲在3月下旬，即國聯調查團到達東北之前成立:5。板垣得到天皇裕仁破格接見，並留在東京協助制訂「假戰爭」作戰計劃:5。與此同時，1月6日，日本陸軍省、海軍省和外務省根據參謀本部意圖，共同製定與關東軍方案基本一致之《中國問題處理綱要》，其中規定東北從中國主權下分離出來成為一個「國家」，其政治、經濟、國防、交通、通訊等受日本控制，由日本人參該「國家」中央和地方行政:5。1月10日，板垣和參謀本部安排好準備發動「假戰爭」:5-6。他在東京致電在上海之田中：「『滿洲事變』按預計發展，但中央有人因列強反對仍持懷疑態度，請利用當前中日間緊張局面進行你策劃之事變，使列強目光轉上海。」:608田中接電後，將20,000日元特務經費交給川島芳子:6。1月13日，板垣攜帶《中國問題處理綱要》返回瀋陽:6。於是，關東軍加緊在東北建立「滿洲國」活動:6。

## 序幕

### 日僧事件
1932年1月18日下午4時，日本间谍川岛芳子等5人，於毗邻上海公共租界东区之三友实业社，與2名日本僧人與3名信徒衝突:32。川島芳子及其助手憲兵大尉重藤千春指使下，5名持極端民族主義及軍國主義觀點的日本日蓮宗僧侶（天崎啟升、水上秀雄、後藤芳平、黑岩淺次郎、藤村國吉）與上海公共租界东区一帶舉行巡遊宗教儀式，並沿途高叫反華口號，途經杨树浦马玉山路三友实业社時毛巾厂门前，遭被激怒的工廠工人群毆:7。結果日僧天崎三人等被毆成重傷，水上秀雄最終更傷重不治:7。
1月20日凌晨2時40分，重藤千春在田中隆吉指使下，指揮上海「日本人在華青年同志會」32名暴徒，攜帶槍械、刺刀等武器和硝磺、煤油等引火物，潛赴三友實業社工廠:7。日人糾眾放火焚燒三友實業社工廠:32。青年同志会成員前往三友實業社放火，引發混戰。田中深信「這樣一來，日華之間必然起衝突」:50。下午，日僑又開會，在北四川路一帶示威，搗毀商店:32。途中走到靠近虬江路时，开始骚乱，袭击华人商店:32。上海市長吳鐵城向日抗議，日本反向中國要求市長正式道歉，逮捕擊斃日僧兇犯:32。日本要中國償付䘏金及醫藥費，適當處理抗日運動，立行解散敵視日本及抗日暴動之團體:33。此種無理要求，中國本可嚴加拒絕:33。

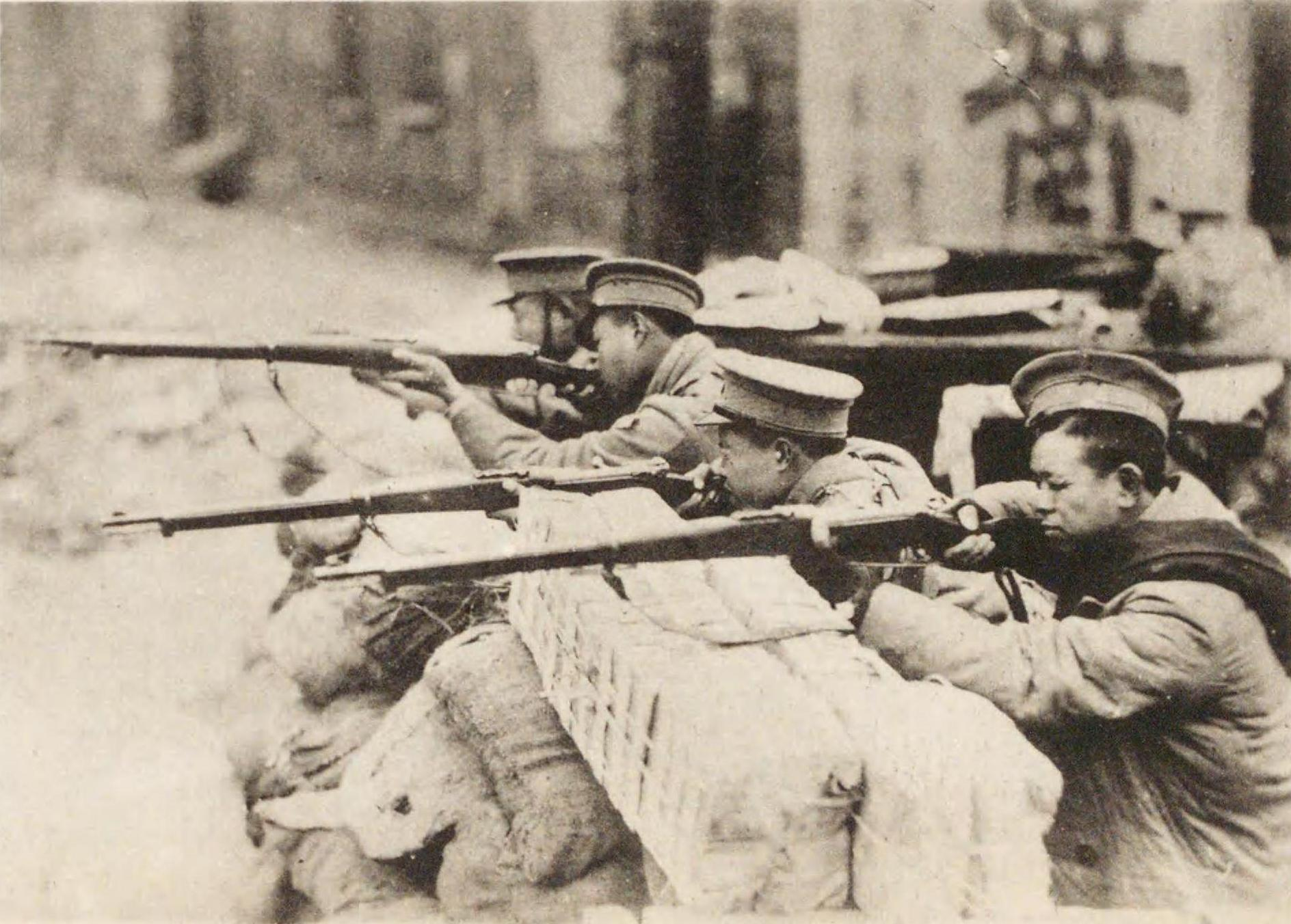
加入战斗的中華民國憲兵

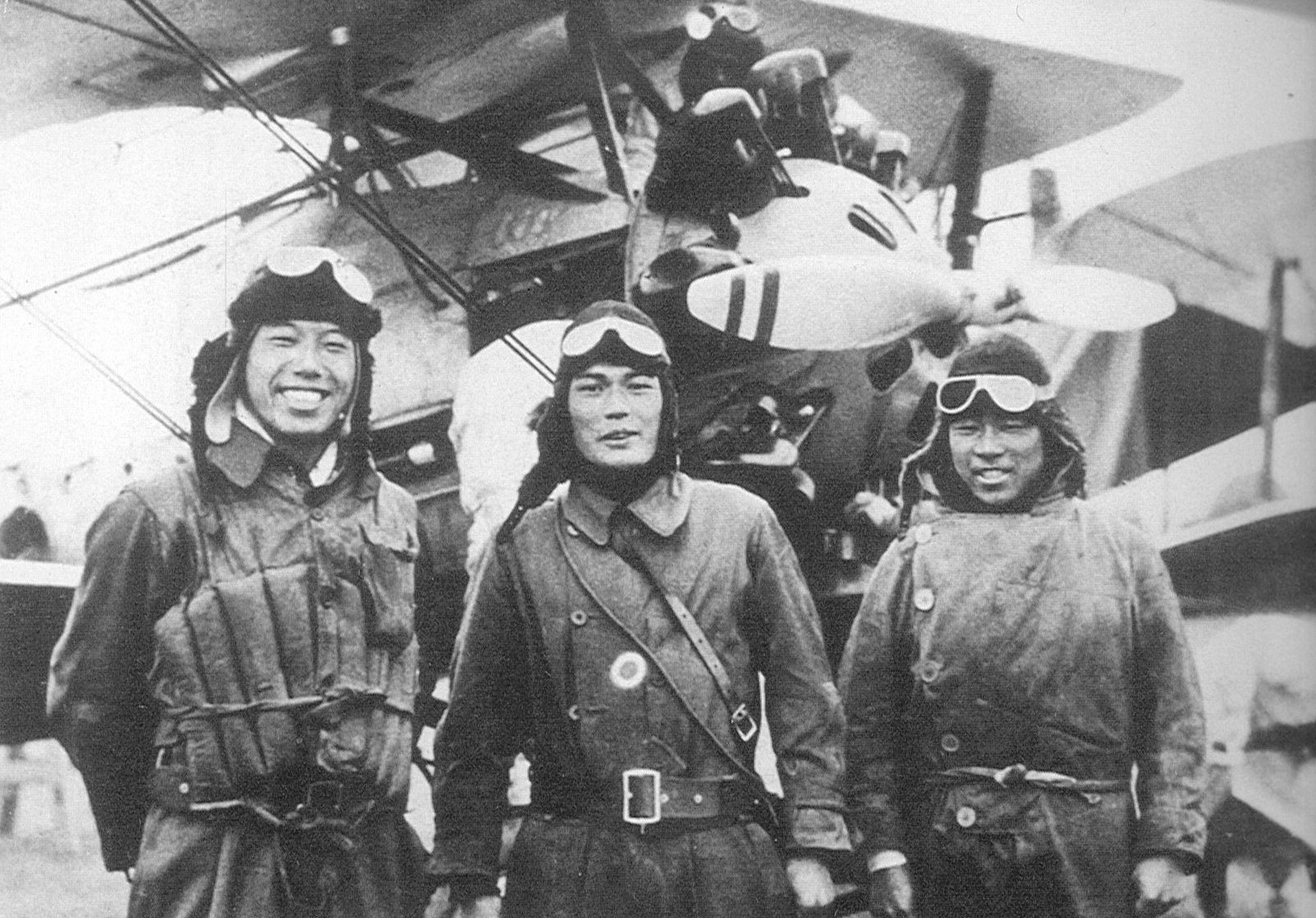
1932年2月22日「加賀」飛行隊左起生田大尉、黒岩3空曹、武雄1空兵

1月21日上午，日本总领事村井仓松見上海市长吳鐵城，就日人縱火、擊殺華捕事件表示遺憾，聲明將緝拿縱火之日本浪人，同時遞交關於「日僧事件」之書面抗議，並提出4項要求：「（一）市長須對總領事表示道歉之意；（二）加害者之搜查、逮捕、處罰，應迅即切實實行；（三）對於被害者5名須予以醫藥費及撫慰金；（四）關於排侮日之非法之越軌行動，一慨予以取締，爾其應將上海各界抗日救國會以及各種抗日團體及時解散之。」:8由日本吳軍港向上海派出巡洋艦「大井號」和第十五驅逐隊（驅逐艦4艘），運載第一特海軍陸戰隊457人和大批軍火，1月23日、1月24日分批抵達上海:12。
1月22日，日本海軍陸戰隊派人持函前往上海《民國日報》社。日本政府開會，「決定立取適切手段，由大角（岑生）海相相機處置之」「如中國政府不解散各處抗日團體，及取締各處抗日運動，即將採用平時封鎖辦法，將海口及長江各埠封鎖。」:5291月23日，日艦陸續到滬，上海氣氛極為緊張:33。驻上海第1遣外舰队司令盐泽幸一发表恫吓性声明，以保护侨民为由加紧备战，并从日本国内向上海调兵。

### 政府交涉
1月23日，蔣介石談到對日方針時說：「作最大努力之抵抗。」蔣、汪精衛和孫科再次商討對日政策，「蔣、汪兩氏咸主先行安內，方可攘外」:17。會議決定命令吳鐵城制止民眾抗日，「由軍政部長何應欽將第十九路軍於五日內調離上海，派憲兵第六團接防」:30-31。當時京滬衛戍司令陳銘樞及十九路軍的蔣光鼐、蔡廷鍇主張應付日軍挑衅，而國民政府則主張忍讓，同時也開始對上海周邊非租借區發布戒嚴令，並構築防禦工事預防意外發生。
1月23日、24日，由日本吳軍港向上海派出的巡洋艦「大井號」和第十五驅逐隊（驅逐艦4艘）運載第一特海軍陸戰隊457人和大批軍火抵達上海:12。1月24日，由旅順出發之日本水上飛機母艦「能登呂號」駛達上海:12。
1月27日，政府因苦於力量之不充，將日本要求封閉之《民國日報》停刊，上海市政府下令解散抗日會，外交部長陳友仁與孫科均辭職:33。中國一再退讓，引起各方對中國政府之憤慨，而日本海軍已決定挑起戰爭:33。村井向上海市政府发出最后通牒，對所提4項要求，限1月28日下午6时前答复，否则日陸戰隊將采取其所認為必要之手段，以實現其要求:10。同時，為防備中方不接受要求，鹽澤下達有關行使武力之命令:10。在交涉期中，日本海軍陸戰隊即紛紛抵達上海，並在浦東登陸，故中國雖應允接受要求，于其限定之1月28日下午6時前答覆對日本:33。
1月28日上午7時30分，鹽澤照會各駐滬武官，稱中國對日本之要求無滿意答覆，日軍將於次日晨有所行動:12。為委曲求全，中國覆牒日本表示接受，日本在覆文中也表示滿意:33。下午1時45分，在日方壓力下，吳鐵城覆文表示全盤接受其四項要求:10。村井表示滿意:10。下午4時，日機飛往閘北示威:33-34。下午7時，日本海軍又發出佈告：「日本海軍鑒於閘北情形，頗感憂慮，該處日僑眾多，已決定派兵至該地，維持法律秩序，因此希望中國當局，從速將駐在閘北的軍隊撤退，並解除一切敵意的防衛」:33。日本海軍在作此項宣告時，海軍源源開入閘北，戰爭乃不可避免:33。晚上11时，日本接到吴铁城答复表示满意，却又以保护侨民为由，要中国军队必须撤出闸北。日本不等答复，即向闸北中国驻军发起攻击。晚上11时30分，日本海軍陸戰隊在鐵甲車掩護下向警衛上海十九路軍開始攻擊，一二八戰爭遂揭開序幕:34。日本海軍省下令航空母艦「加賀號」、「鳳翔號」開赴上海:12。
国民政府为集中兵力在江西剿共，军政部部长何应钦急电第十九路軍忍辱求全，令上海市长吴铁城接受日方要求。暂时下野的蒋介石委托国民党元老张静江说服蔡廷锴避免与日军冲突，并调宪兵第六团接替上海第十九路军防务。

## 事变经过

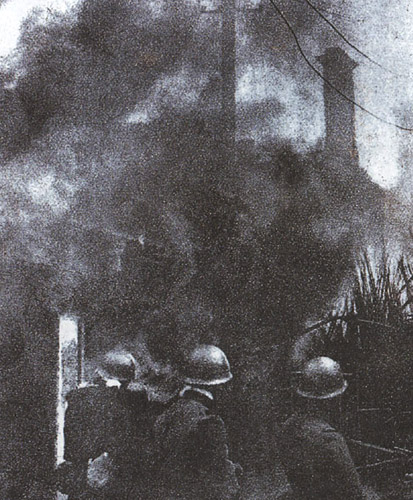
日軍放火燒毀住宅區

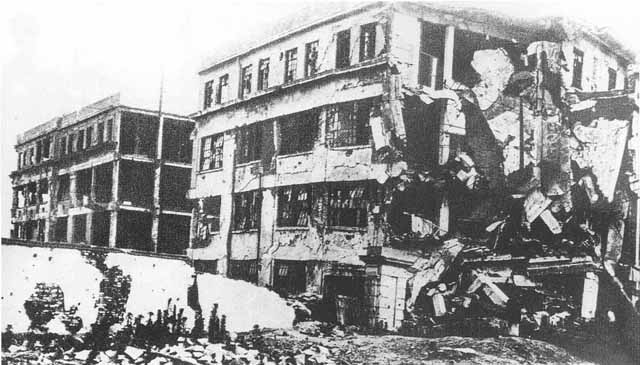
轰炸后的上海商务印书馆

1月28日晚上11时30分，日本不等答复，下令日本海軍陸戰隊2,300人在鐵甲車掩護下沿北四川路（公共租界北区的越界筑路，已多次划为日军防区）西侧的每一条支路：靶子路（今上海市虹口区武进路）、虬江路、横浜路等等，向西占领淞沪铁路防线，在天通庵车站遇到第十九路軍坚决抵抗，一二八事变爆发。
1月29日凌晨，日机从停泊在黄浦江上的“能登吕”号水上飛機航空母舰上起飞轰炸闸北华界，宝山路584号商务印书馆及东方图书馆（中國最大的私人圖書館，藏書超過三十萬冊）均被炸毁。
1月29日，十九路軍向全國發出《第十九路軍為日軍犯境通電》：
　　特急。銜略公鑒：暴日佔我東三省，版圖變色，國族垂亡。最近更在上海殺人放火，浪人四出，極世界卑劣凶暴之舉動，無所不至。而炮艦紛來，陸戰隊全數登岸，竟於28夜12時在上海閘北，公然侵我防線，向我挑舋。光鼐等分屬軍人，唯知正當防衛，捍患守土，是其天職，尺地寸草，不能放棄，為救國保種而抵抗，雖犧牲至一人一彈，決不退縮，以喪失中華民國軍人之人格。此物此志，質天日而昭世界，炎黃祖宗在天之靈，實式憑之。
　　19路軍總指揮蔣光鼐、19軍軍長蔡廷鍇、淞滬警備司令戴戟叩。艷子印。

### 政府应对
1月29日早上，蒋介石约见何应钦、朱培德商讨对策。之后由朱培德召集何应钦、顾祝同、李济深、邓世增、林蔚等商定佈防、警戒南京和长江沿线及对日抵抗作战事宜。
蒋手定对日交涉原则：一面预备交涉，一面积极抵抗:34。交涉程度為：“交涉必须定一最后防线与最大限度，此限度至少要不妨碍行政与领土完整，即不损害九国公约之精神与不丧失国权也。如果超此限度，退让至不能忍受之防线时，即与之决战，虽至战败而亡，亦所不惜。必具此决心与精神，而后方可言交涉也。”:431京滬防禦與軍政部署為：十九路军全力守上海；前警卫军（即第八十七师、第八十八师）全力守南京；何應欽留守南京，所有黨政軍留守機關人員歸何指揮:43。蒋、中國國民黨中政會、國民政府外交部、陳銘樞等紛紛表示抵抗日本侵略之決心:44。蒋還致电湖北省綏靖公署主任何成濬和第四师师长徐庭瑶:44：“昨夜倭寇向我上海闸北第十九路防线袭击，至此刻尚在对战中。我军决与死战，其在汉、浔海军必有军事行动，务望严密戒备自卫，万勿为其所屈，第四师应集中武汉严防，切勿分散。以后军费困难，惟有地方自筹也。”:432国民政府军事委员会公推蒋介石、冯玉祥、阎锡山、张学良为委员，负责调动军队，指挥沪战。蒋自下野后正式复出，以避免城下之盟、坚持长期抗战。

1月30日，中華民國政府宣布遷都洛陽，蔣通電抗日，並派精銳之第五軍增援上海，當晚上海方面軍事長官為淞滬警備司令戴戟，在他指揮下為第十九路軍；軍總指揮為蔣光鼐，軍長蔡廷鍇，師長區壽年、毛維壽、沈光漢:34。蒋发表告全国将士电：
“東北事變，肇始迄今，中央為避免戰禍，保全國脈起見，故不惜忍辱負重，保持和平，期以公理與正義，促倭寇之覺悟。不意我愈忍讓，彼愈蠻橫，滬案發生，對渠要求，且已茹痛接受，而倭寇仍悍然相逼，一再向我上海防軍攻擊，轟炸民房，擲彈街衢，同胞慘遭蹂躪，國亡即在目前，凡有血氣，寧能再忍。我十九路將士既起而為忠勇之自衛，我全軍革命將士處此國亡種滅、患迫燃眉之時，皆應為國家爭人格，為民族求生存，為革命盡責任，抱寧為玉碎毋為瓦全之決心，以與此與破壞和平，蔑棄信義之暴日相周旋……中正與諸同志久共患難，今身雖在野、猶願與諸將士誓同生死，盡我天職，特本血誠，先行電告，務各淬厉奋发，敌忾同仇，勿作虛浮之豪氣，保持犧牲之精神，枕戈待命，以救危亡。”
，表示绝不屈服。此電發表後，影響甚大，「人心士氣，為之大振」:97。自该日起国民政府各院、部、会开始迁往洛阳（年底才迁回），但军委会和外交部留驻南京，同时命令前方军队由军政部长何应钦和参谋总长朱培德共同指挥。

### 日军增援
1月31日，日本第三艦隊開抵上海，有巡洋舰4艘、驱逐舰4艘、航空母舰2艘及海军陆战队7,000余人。指揮官從第一遣外艦隊司令官海軍少將鹽澤幸一改由第三艦隊司令官海軍中將野村吉三郎擔任。2月1日，日本军舰从长江上炮轰首都南京。俞济时致電蔣要求將所部調上海增援:44。蒋答：“贵师行动，一（切）听何部长命令，如运沪作战，务希奋勇自强，以保荣誉。”:445同日滬西反日大罷工，上海滬西17家日商紗廠4萬多工人，在中國共產黨領導下舉行反日大罷工；工人組織罷工委員會和義勇軍，封鎖日廠、檢查日貨、支援十九路軍對日作戰:2353。罷工堅持兩個多月，中華蘇維埃共和國臨時中央政府撥款萬餘元支援上海工人抗日鬥爭:2353。
自2月1日起，蔣在徐州主持召開軍事會議，討論對日作戰計劃:45。随后第八十八师被命令在2月5日前集中于苏州昆山。
2月1日夜，南京下关江面日本轻型巡洋舰天龙号，防护巡洋舰平户号、対马号，海军第23驱逐队三日月号、菊月号、望月号、夕月号等7舰使用140mm炮4门、152mm单装速射炮12门、120mm单装炮12门、76mm单装速射炮20门向南京市区开炮，富人与官员纷纷逃离市区避难，但日军未登陆。
2月2日，日軍多次进攻吳淞，均被擊退。由於戰事僵持，日本海軍陸戰隊無法有效壓制第十九路軍，日本政府決定派遣第9師團與混成24旅團(由第12師團所屬之24旅為核心部隊，搭配支援兵種組成之加強旅)至上海支援海軍作戰。陸軍第9師團師長植田謙吉中將，來上海主持作戰:34。

### 国军增援
2月4日，国民政府军事委员会通電划分全国为4个防区：第一防卫区，區域為黄河以北，张学良为司令长官；第二防卫区，區域為黄河以南，蒋介石为司令长官；第三防卫区，區域為长江以南与闽、浙两省，何应钦为司令长官；第四防卫区，區域為两广，陈济棠为司令长官:45。並決定：「各司令官除酌留部隊綏靖地方外，均應將防區內兵力集結，以便與暴日相周旋。同时，並電令川、湘、黔、鄂、陕、豫各省出兵任作总预备队。」:438
2月5日，在得知日本陆军由本土调沪后，军事委员会委员长蒋介石自洛阳致电何应钦，指示如日本派陆军登陆，中国空军即参战:446-447。同时蒋介石致电慰问第十九路军蒋光鼐、蔡廷锴、戴戟，称：“兄等恶战苦斗，已经一周，每念将士牺牲之大，效命之忠，辄为悲痛。……如有必要，中（正）可亲来指挥也。空军参战时，陆军需与之预定各种符号切实联络，俾得协同动作，……”:447同日，第八十八师（欠一个团）抵达苏州。
2月6日，蒋命令第八十七师第二六一旅自南京增援至昆山。2月7日，部队抵达昆山。2月8日，蒋批示何应钦调炮兵一个营以增援十九路军:449。2月9日，蒋介石调动国军第一师（师长胡宗南）、第七师（师长王均）准备增援上海十九路军:450。
2月10日，为避免中央军嫡系第八十八师在作战时可能出现不服从粤军系统的十九路军的指挥的情况，蒋介石特地致电俞济时，要求“贵部作战须绝对服从蒋总指挥（指蒋光鼐）命令，并与友军共同进退为要”:451。鹽澤幸一所率日本海軍陸戰隊，從虹口分三路作包圍攻勢，國軍堅決苦守，終於將日軍擊退，並加以追擊予殲滅打擊，士氣銳減:34。2月11日，中央军嫡系的第十八军军长陈诚自江西吉安致电蒋介石，称部队已经欠饷近2个月，伙食无着。当时因为准备将之前在江西剿共的国军调浙转沪，又迁都洛阳，国民政府亟需款项，但政府财政早已经因连年战乱和1931年江淮大水灾捉襟见肘。

### 曹家橋戰鬥
2月12日，經曹家橋一戰，日軍會師計劃遂全面粉碎:34。2月13日晨，日军混成第24旅團強渡蕰藻浜曹家橋，與國軍交戰，十九路軍總部決定乘機消滅日軍:53。日軍在永安紗廠門前被國軍重兵包圍，又有60名敢死队员实施自杀攻击，1,600日军全军覆没。日军遭受重创，一举占领吴淞的企图遂破产。

### 组编第五军

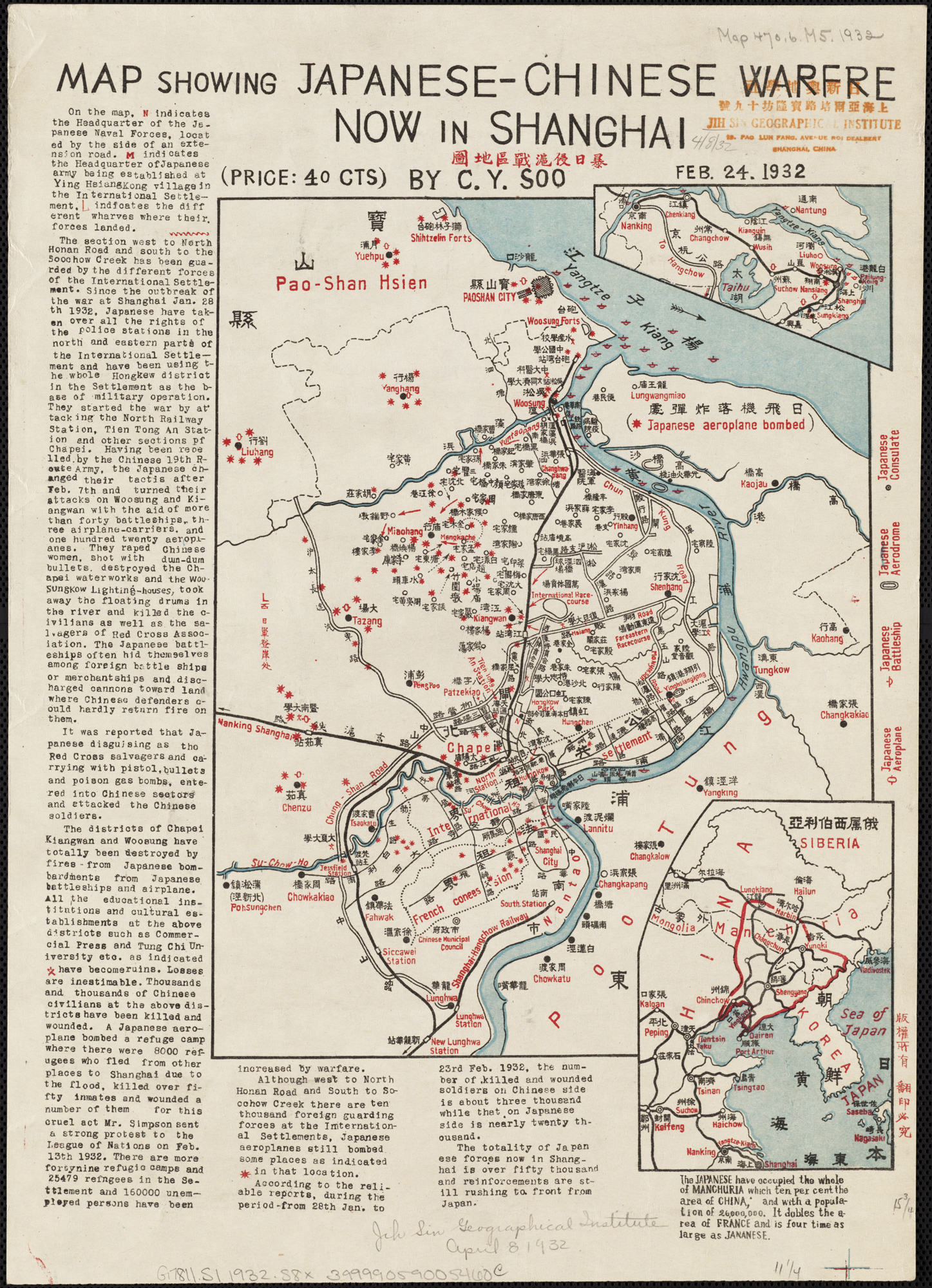
日军作战情况及炸弹爆炸区域地图

2月14日，蒋命令将已抵达上海附近南翔、昆山一带的第八十八师、第八十七师合编为第五军，任命请缨抗日的张治中任第五军军长，归第十九路军统一指挥，接替从江湾北端经庙行至吴淞西端的防线，为左翼军。第十九路军为右翼军，担负江湾、大场以南及上海市区的防御。为补充十九路军因伤亡而造成的减员，蒋还多次下令各地对十九路军输送兵源，如2月15日上官云相自蚌埠输送500现役兵给十九路军，2月17日梁冠英自清江浦输送500徒手兵给十九路军，2月19日刘峙自河南输送1,000现役徒手兵给十九路军:459-460。
2月16日蒋介石电财政部长宋子文：“日既在沪不肯撤兵，我方只有抵抗到底。……而江西与河南伙食必日紧一日，接济必完全断绝。请兄能在南昌运存1,000万元，郑州运存2,000万元之中央钞票，则政府尚可活动，军队亦可维持，或能渡此难关，不致崩溃，此为中（正）最后之哀求，望兄设法助成之。”:453

为避免第五军与十九路军因“争战功”而不愉快，蒋介石于2月18日致电张治中、俞济时：
“抗日为民族存亡所关，绝非个人或某一部队之荣誉问题，我前方将士应彻底明了此义。故十九路军之荣誉，即为我国民革命军全体之荣誉，绝无彼此荣誉之分。此次第五军加入战线，固为敌人之所畏忌，且亦必为反动派（指反南京中央政府者）之污蔑，苟能始终以十九路军名义抗战，更足以表现我国民革命军战斗力之强。生死且与共之，况于荣辱乎何有？望以此意切实晓谕第五军各将士，务与我十九路军团结奋斗，任何牺牲，均所不惜，以完成革命之使命为要。”:458

同日，日軍向蔡廷鍇來了一通「哀的美頓」書，要求十九路軍於2月20日上午第一線撤退:34。日軍第9師團向蔡廷鍇提議避免戰事擴張，因此要求十九路軍沿租界後退20公里，遭十九路軍拒絕。日方被中方駁斥:34。

### 日軍发动總攻
2月20日，日軍開始對國民革命軍總攻擊:34。此一總攻，為上海戰爭中最吃緊一段：閘北之八字橋、天通庵、寶山路、江灣之廟行、跑馬場、江灣車站、吳淞之砲台灣、獅子林、蕰藻浜、張華浜都有激烈戰鬥:34。國軍個個奮勇，人人當先，結果不到兩週，日軍死傷逾萬:34。
2月21日，因應日軍攻勢，蒋介石下令调卫立煌第十四军所辖第十师（师长李默庵）、第八十三师（师长蒋伏生）入浙增援上海作战，同时命陈诚第十八军，如不得已，先击退红军对赣州的进攻后迅速增援上海:460。
2月23日，蒋介石下令第九师（师长蒋鼎文）3月3日前集中到杭州地区，以增援上海方面作战:461。
陈铭枢、蒋光鼐派京沪卫戍司令部参谋长邓世增，当面向蒋介石请求增兵。23日邓世增电陈、蒋：今晨晤蔣（介石）先生，催促增援，伊雲：各部隊俱未集中，何能増援？預算增援部隊須在十日之後。希囑蔣、蔡諸兄務照原定計劃，迅速在南翔之線趕築工事，以期長久抵抗。至於撤退時間，由蒋、蔡諸兄查看情形，自行定之……
2月24日，日軍決定再度擴大作戰規模，自日本本土抽調第11師團與第14師團與當時以參戰的部隊合組上海派遣軍。日本第四個來華統帥，是上海派遣軍司令、前陸軍大臣白川義則陸軍大將，他修正以前數人戰略，除續在江灣閘北吳淞作策應攻勢外，調去10,000人偷擊瀏河；日軍在煙幕中登陸，向國軍猛攻，另用騎兵攻瀏河側翼楊林口和七丫口:35。當時中國以全力灌注於上海正面，瀏河守軍力量單薄，當即失守:35。瀏河一失，中國閘北江灣大軍，成為腹背受敵之不利態勢，不得已在苦戰34天之後，撤退到第二道防線:35。戰爭至此，遂轉入結束階段:35。双方陷入僵持。2月28日，英国、法国、美國三国公使介入调停。

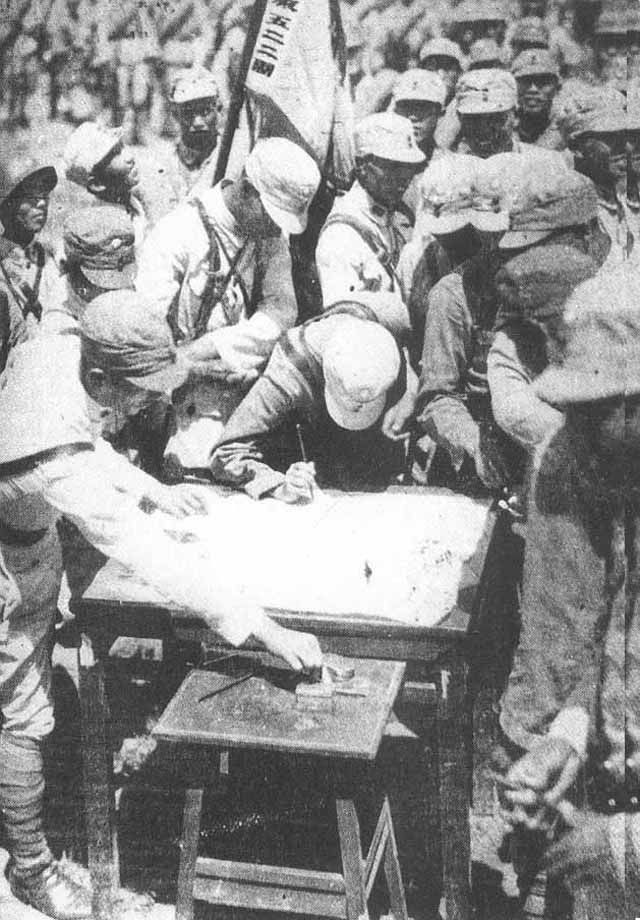
「一·二八」事變後，第五軍官兵戰前簽名宣誓

3月1日，日軍增援部隊在自上海戰線後方登陸。国民革命军在江湾一带抵抗日軍進攻至3月2日，由于日军在太仓浏河登陆，十九路軍腹背受敌，為免遭合圍殲滅，于是被迫全線撤退。

## 停战
3月3日，由於十九路軍撤退，日軍占领真如、南翔后，自行發布戰鬥中止命令，宣佈停戰，雙方進入對峙狀態。日军由於上海的戰事讓長江航運中斷，列強位於華中的利益受損，于是逼迫日本政府談判。日方虽宣布停战，但是中方不敢掉以轻心，而且深知和谈必须有武力做后盾。同日，蒋介石电令浙江省主席鲁涤平，指示增援到杭州的第九、第十师应在杭州以西三十里停驻，不经杭州城以小路至杭州东，能在夜间行动最好，以免日军侦知:516。
3月6日，国民党中央政治会议推举蒋介石为军事委员会委员长兼参谋总长。在事变发生后，蒋介石先后命令空军、炮兵部队和第五军增援十九路军并实际到位参战。但蒋介石为增援十九路军先后从河南、安徽、江西等地抽调的第十师、第八十三师、第一师、第九师、第四十七师和陈诚第十八军（当时下辖第十一师、第十四师、第五十二师共三个师）等部队，却因为交通问题和红军的牵制，均未能在停战前到位。如蒋鼎文第九师曾奉命驰援淞沪，限于2月20日以前到达，只因交通梗塞，红军又跟踪追击，第九师且战且走，后面的一个旅陷入了红军重围，前锋不得不回师抄击，才避免了全部被歼的危难。第九师在3月7日赶到上海附近的时候，淞沪战争已经结束了:104。
3月10日，为防止日本继续增兵扩大沪战、深入侵略，国民政府军事委員会制定了第二期作战方案：“国军以保卫国土长期抵抗之目的，以必要兵力于苏州、常熟一带占领本阵地，于太仓、安亭一带占领前进阵地，以阻止敌军之前进，先控置有力部队于乍浦、嘉兴、杭州一带，俟相当时机，即由沪杭路及常熟方面出击，截断其后方铁路线，努力包围入寇之敌于嘉定、昆山一带地区而歼灭之。倘敌向浙江方面进攻时，应以该处控置之部队于乍浦、平湖、枫泾之线占领阵地，以前进部队控制石湖荡附近及金山卫一带拒止之，再由京沪路出击，以攻其侧背。”:516
3月20日，中日在英、美、法、意各國調停之下於上海開停戰談判。

### 日军閱兵庆祝
1932年4月29日，在兩國正式簽署停戰協定前，日人於虹口公園舉行閱兵，慶祝日本天皇長壽的天長節及日軍勝利。朝鲜反日人士尹奉吉混入人群中，向主賓席投擲炸彈，結果白川義則被炸死，日本駐華公使重光葵被炸斷一腿，海軍中將野村吉三郎被炸瞎一目。尹奉吉後來被捕，在日本被处死。

### 淞沪停战协定
5月5日，英使再作斡旋後，始再舉行停戰會議，雙方遂簽字於《淞沪停战协定》:35。停戰協定中規定日军撤至上海公共租界北区、东区及虹口越界筑路各地，恢復「一二八」以前狀態:35。中國則承認上海為非武裝區域，不駐軍隊:35。此協定對中國十分不利:35。国军暂留现驻地（京沪铁路上的安亭镇至长江边的浒浦一线），交战区划为非武装地区。第十九路军不得不离开上海。第五军则撤退至苏州、南京一带，日本以压迫蒋惩办抗日军队之手段，来打压中国军民抗日士气。

## 参战部队
据總計，參加滬戰日軍達77,000餘人，中方參戰人數約42,000餘人:43。十九路軍和第五軍共傷亡14,801人，日軍死傷共10,254人:43。事件中中國经济損失約為十四億元，闸北华界的商号被毁达4,204家，房屋被毁1.97万户，损失惨重。同济大学（吴淞）、复旦大学（江湾）、上海法学院等均遭轰炸。
日军参战部队有第三舰队、混成第24旅团（由久留米第12師團的步兵第24旅下之步兵第46連隊及步兵第48連隊第1大隊組成）、金澤第9师团、善通寺第11师团、宇都宮第14师团、弘前第8師团；日方數度增兵，最後投入兵力超過3個師團，並兼以海空軍、戰車助戰。
国军有淞滬警備司令戴戟；第十九路军總指揮蔣光鼐、軍長蔡廷鍇；第五军軍長张治中，第八十七師、第八十八師、稅警總團和中央教導團:34。淞沪抗战中，国民政府先后补充第十九路军枪弹达1,060余万发、手枪弹49.8万余发、各种炮弹7.34万余颗、手榴弹16、7万余枚、步枪1,500支、机关枪130架、各种火炮73门。补充第五军枪弹760余万发，手枪弹3万发、各种炮弹1.6余万颗、手榴弹5万枚、步枪1,600支、机关枪12挺:594-595。
然而，當時以上海周邊作為主要基地的中華民國海軍在整場戰爭一槍未開，面對友軍要求增援完全無動於衷，因此在整場戰爭中沒有受到日軍攻擊也沒有損失。這種詭異的狀況遭輿論指責，而後監察院介入調查，是為海軍彈劾案。

### 十九路军
一二八事变以外交谈判解决后，第十九路军从上海撤下，被调到福建剿共，蒋光鼐兼任福建省长。十九路军在福建与红军作战最初取得一些胜果，占据部分的红军根据地。但后来与彭德怀的部队交战失利。蔡廷锴等将领鉴于中日戰爭步步紧逼，不愿再打内战，在前线与共产党展开和谈取得停火。而陈铭枢则联络桂系、广东的陈济棠等，商议另立政府。
1933年11月20日，十九路军将领发动福建事变，蒋介石以大军镇压。由于闽变未取得其他势力支持，十九路军内亦有反对意见，在双方实力悬殊下终告失败。最后十九路军主力被中央军击破，部分则向中央军投降。只有少量十九路军军官到广西投靠李宗仁重组，其余被收编之部队中级以上军官全被更换，十九路军番号亦被取消。

### 第五军
2月14日，蒋介石命令由前首都警卫军87、88师和教导总队组成第五军，以张治中为军长增援十九路军参战。一二八事件解決後取消番號。

## 中共反应

### 反政府宣传和行动
一二八淞沪抗战打响后，中共中央和中华苏维埃共和国政府于1月31日即公开发表声明：“国民党各派军阀和中国资产阶级都是日本帝国主义走狗，以血的屠杀镇压反日运动来献媚日本帝国主义”:96，并且极力号召劳苦群众立即进行革命战争，要求革命群众“将缴到敌人的枪械分给工人义勇军纠察队！把子弹向着帝国主义国民党开放”，号召“革命的士兵们，杀掉你们不抵抗的长官，同武装民众团结一致，进行民族的革命战争！”:101-102。
2月4日，红军在江西发动赣州战役，猛攻赣州城，使陈诚的第十八军被牵制，无法增援上海。事后，第十九路军蔡廷锴将军甚表不满地说：“此次我军与暴日在淞沪激战最烈时，江西的赤匪不特不能为国难所激醒以合力御外，反乘机猛攻赣州，企图夺取赣南重要城市，以捣乱我后方，这种行为不啻为暴日张目。”

### 对日宣战
1932年4月15日，中华苏维埃共和国临时中央政府、中共中央发表《中华苏维埃共和国临时中央政府对日战争宣言》；表明中华苏维埃共和国临时中央政府正式宣布对日宣战。4月21日，该宣言被刊登在《红色中华》报。

### 十九路军闽变前夕与中共联合
1933年10月26日，红军全权代表潘汉年与十九路军代表徐名鸿签订了《反日反蒋的初步协定》，取得停火。1933年11月20日，闽变正式爆发。

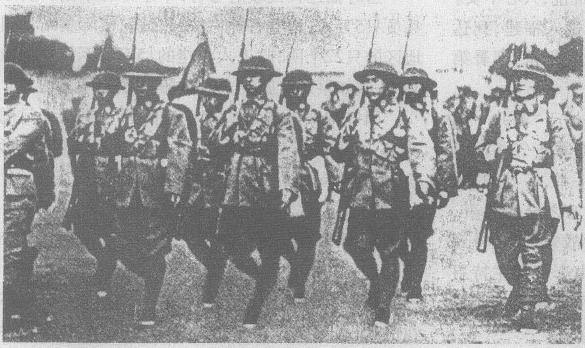
1933年闽变期间驻扎于福建的国民革命军第19路军

## 战后

### 日軍證詞
在第二次世界大戰結束前，日本對於此次事件一貫將責任推給中國的民族主義與十九路軍對日軍的敵意發動的陰謀。然而在東京審判時當時任少校職派駐日本陸軍駐上海武官輔佐的田中隆吉少將在法庭上對此事件作出證言：所謂的「慘案」是由板垣征四郎委託其關東軍參謀花谷正少校製造事端，實際執行則委託憲兵上校重藤憲史與田中之情婦川島芳子雇用殺手攻擊在上海的日蓮宗僧侶。日軍的任務就是在背後不斷的釋放假情報搧動日本僑民情緒製造混亂，並適時的發動攻擊引發此次事端。

### 紀念與撫卹

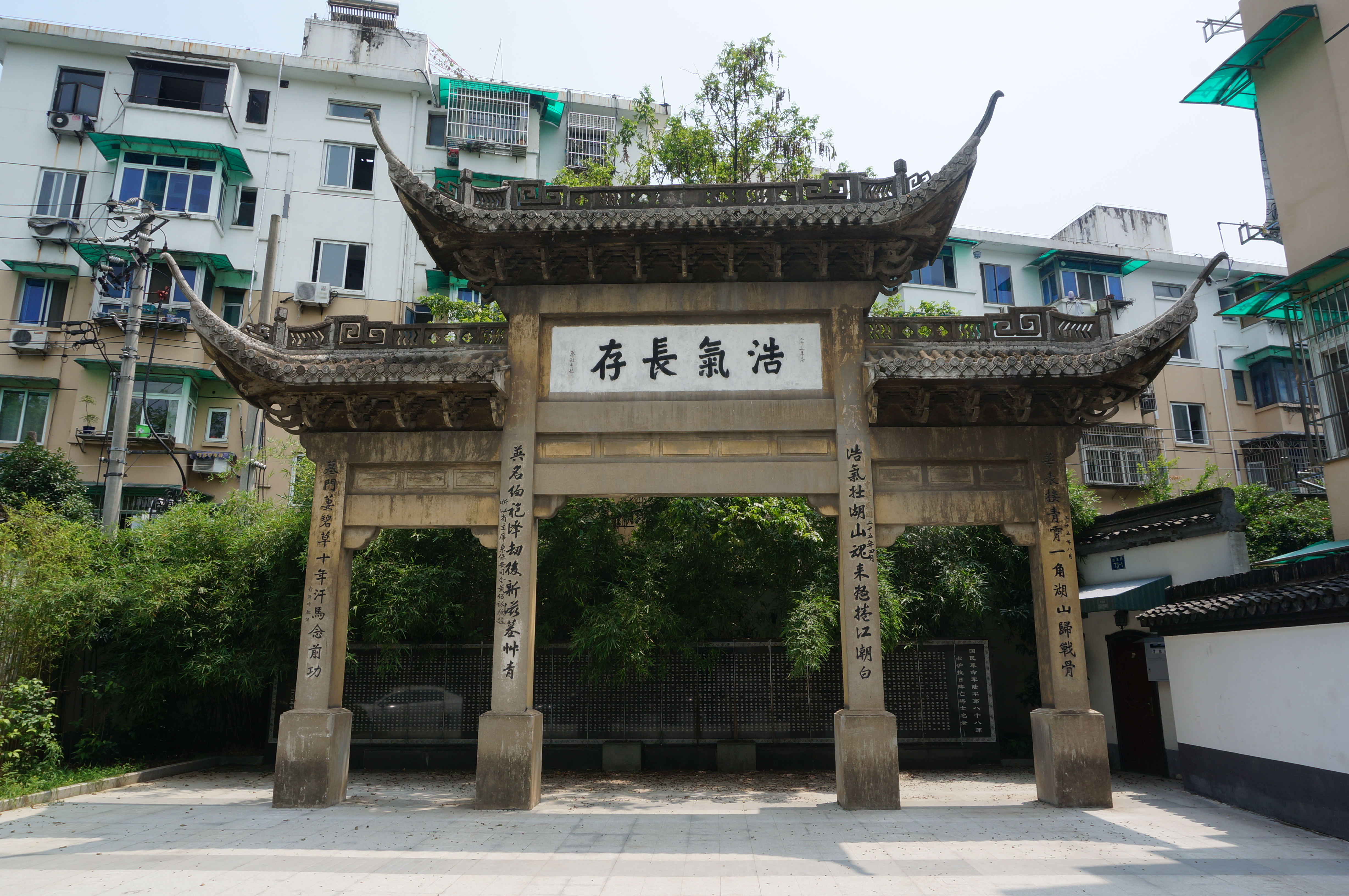
杭州西溪路国民革命军陆军第八十八师淞沪抗日阵亡将士纪念坊

国民政府于1931年至1935年间于南京灵谷寺旧址建立国殇墓园，定名国民革命军阵亡将士公墓。祭堂内61至67块石碑上刻1932年淞沪抗战中阵亡的國民革命軍第五軍、國民革命軍第十九路軍将士名单；在公墓内建立“第十九路军淞沪抗战阵亡将士纪念碑”和“第五军淞沪抗战阵亡将士纪念碑”。由于阵亡将士之多，公墓没能全部容纳，采取以师为单位，用抽签方法，从每一军阶将士中抽一名代表安葬。现为南京市“抗日战争历史教育基地”。
民间纪念：1933年，为纪念在淞沪抗战中阵亡的将士，在广州市沙东路由华侨捐资建成一座十九路军淞沪抗日阵亡将士坟园。1990年更名为广州市十九路军淞沪抗日阵亡将士陵园。
当年蔡廷锴将军的卫士曾晖，抗戰後他回到增城；在整个抗战期间，曾晖曾身负九枪却幸免于难。曾晖多次向廣州市民政部门申请生活补贴，但都杳无音信；虽然政府为老人办理了最基本的农村医疗合作保险，但报销额度十分有限，每个月能领取的补贴并不多（养老金100元、低保290元和高龄津贴300元人民幣）。2010年9月，国家为抗战老兵派发一次性生活补贴3000元，但派发范围僅包括1937年7月7日后共产党领导的抗战部队老战士，并不包括国民党军人。廣州市民政局优抚处处长许永明向记者解释道，“政策对原国民党军人一直以来没有说法”。2012年9月12日2时50分，广州最后一位参加“一·二八”淞沪抗日战役的十九路军抗战老兵曾晖因病去世，享壽102岁。
上海市宝山区友谊路1号建有上海淞沪抗战纪念馆，用以纪念一·二八事變和1937年的淞沪会战两场战役。

### 引用
1. ↑  關寬治、島田俊彥著，王振鎖等譯，《滿洲事變》，上海譯文出版社，1983年
2. 1 2 3 4 5 6 7 8 9 10 11 12 13 14 15 16 17 18 19 20 21 22 23 24 25 26 27 28 29 30 31 32 33 34 35 36 37 38 39 40 41 42 43 44 45 46 47 48 49 50 51  周天度、鄭則民、齊福霖、李義彬等. 李新總主編，中國社會科學院近代史研究所中華民國史研究室編 , 编. . 北京: 中華書局. 2011.
3. 1 2 3  戴維·貝爾加米尼（英语：David Bergamini） 著，楊品泉 等 譯，《日本天皇的陰謀（英语：Japan's Imperial Conspiracy）》上冊，北京：商務印書館，1984年
4. ↑  〈反來嚴重抗議——暴日對東南十數省進攻之先兆〉，《民國日報》社論，上海，1931年10月6日
5. 1 2 3 4 5 6 7 8 9 10 11 12 13 14 15 16 17 18 19 20 21 22 23 24 25 26 27 28 29 30 31 32 33 34 35  李怡著，《抗戰畫史》，台北：力行書局，1969年
6. ↑  東京朝日新聞1932年1月21日夕刊
7. ↑  復旦大學歷史系日本史組編，《日本帝國主義對外侵略史料選編（1931－1945）》，上海人民出版社，1975年
8. ↑  〈國新社22日東京電〉，《民國日報》，1932年1月23日
9. ↑  〈日聯社22日東京電〉，《民國日報》，1932年1月23日
10. ↑  中央檔案館等編：《日本帝國主義侵華檔案資料選編·「九一八」事變》，北京：中華書局，1988年
11. ↑  〈蔣主席講對日方針〉，《中央日報》，1932年1月23日
12. ↑  邱國珍：《十九路軍興亡史》，台北：文海出版社影印
13. ↑  郭岱君. . . 聯經出版事業公司. 2015. ISBN 957084583X.
14. 1 2 3 4 5 6 7 8 9 10 11 12 13 14 15 16  秦孝儀主編，中國國民黨中央委員會黨史委員會：《中華民國重要史料初編——對日抗戰時期》緒論（一），台北：中央文物供應社，1981年
15. ↑  《中央日報》，南京，1932年1月31日
16. ↑  《中央周报》，1932年2月1日，第191期
17. ↑  張治中：《張治中回憶錄》，北京：文史資料出版社，1985年
18. 1 2  辭海編輯委員會 (编). . 上海辭書出版社. 1989.
19. ↑  吴相湘：《第二次中日战争史》上册，台北：综合月刊社，1973年
20. ↑  蔡廷鍇、蔣光鼐、戴戟著：《淞滬戰鬥詳報》第一號附表，上海：中華書局，1933年
21. ↑  中央檔案館等 (编). . 北京: 中华书局. 1988.
22. ↑  《中国共产党中央为上海事变第二次宣言》 （页面存档备份，存于），1932年1月31日，见中央檔案館編：《中共中央文献选集》第8卷，北京中共中央党校出版社1991年版
23. ↑  《中共共产党关于上海事件的斗争纲领》，1932年2月2日，见中央檔案館編：《中共中央文献选集》第8卷，北京中共中央党校出版社1991年版
24. ↑  周天度, 郑则民, 齐福霖, 李义彬. 李新 , 编. . 中华书局. 2011: 58.
25. ↑  《蔡军长对官兵训话》，《大公报》1932年5月5日。
26. ↑  . 羊城晚报. 2011-01-29  [2011-01-30]. （原始内容存档于2014-01-10） （中文（简体））.

## 外部連結
- WW2DB：第一次上海戰争 （页面存档备份，存于） （英文）